# 愛知県道148号萩原三条北方線
愛知県道148号萩原三条北方線（あいちけんどう148ごう はぎわらさんじょうきたがたせん）とは、愛知県一宮市内を結ぶ一般県道である。枝線が存在する。

## 概要

### 路線データ
- 起点：愛知県一宮市（国道155号交点）
- 終点：愛知県一宮市（国道22号交点）

## 沿革
- 1959年（昭和34年）12月15日：認定[1]

## 地理

### 通過する自治体
- 愛知県
  - 一宮市（篭屋、開明、今伊勢町、木曽川町黒田一ノ通り〜六ノ通り、木曽川町門間、木曽川町黒田九ノ通り、木曽川町黒田十二ノ通り、大毛、田所、光明寺、更屋敷、北方町など）

### 交差する道路
- 国道155号（一宮市）
- 愛知県道145号冨田一宮線（一宮市）
- 愛知県道14号岐阜稲沢線（西尾張中央道）（一宮市）

- 愛知県道18号大垣一宮線（一宮市）
- 東海北陸自動車道尾西IC（一宮市）
- 愛知県道146号奥音羽線（一宮市）
- 愛知県道193号大垣江南線（一宮市）
- 愛知県道175号江南木曽川線（一宮市）
- 国道22号（名岐バイパス）（一宮市）

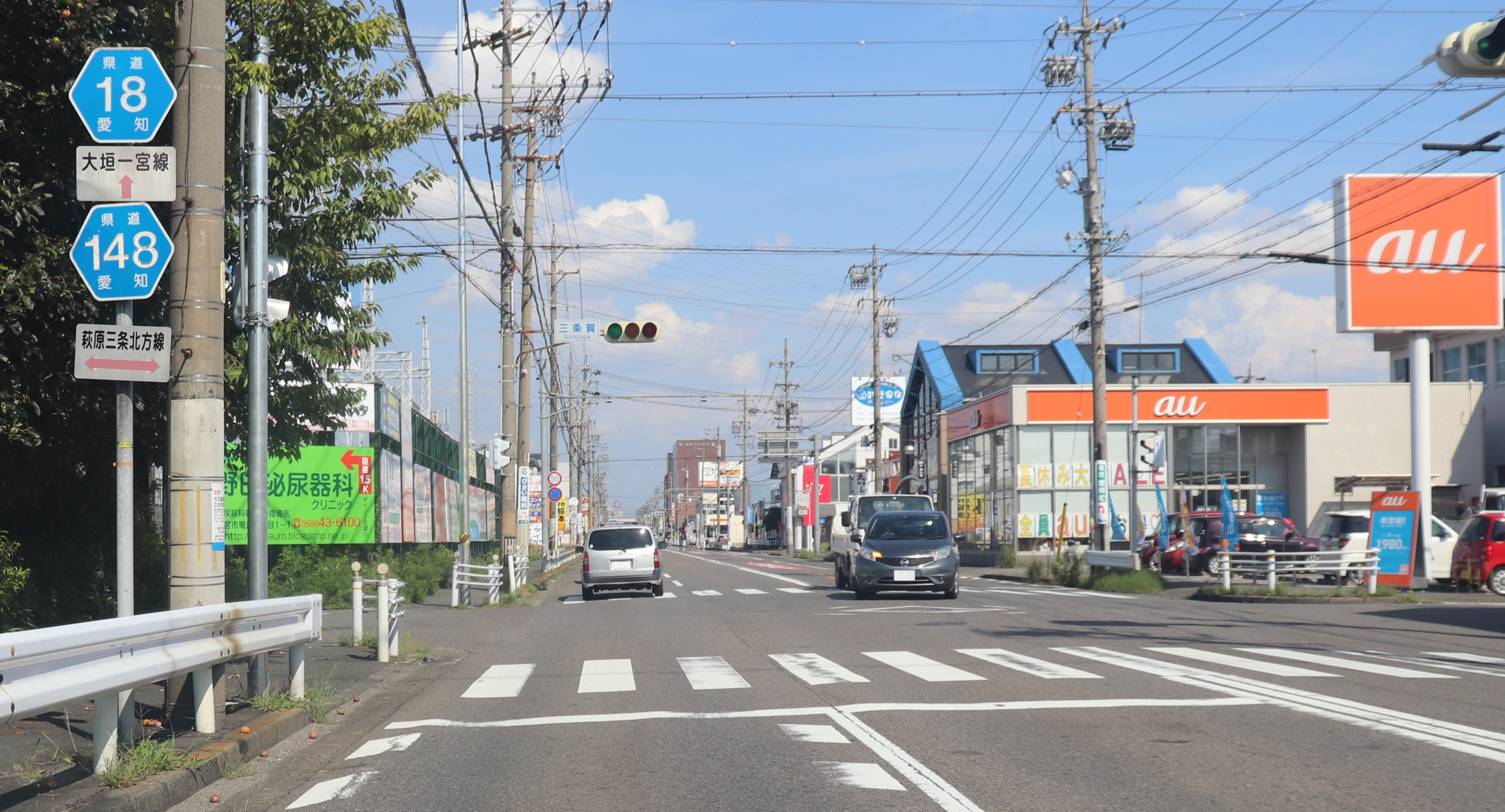
愛知県道18号大垣一宮線との「三条賀」交差点、一宮市三条賀にて

- 愛知県道181号光明寺木曽川停車場線（一宮市）
- 国道22号（名岐バイパス）（一宮市）